# Combat Desert Jacket
Combat Desert Jacket (CDJ) - kurtka soft shell będąca na wyposażeniu jednostek USMC. Wprowadzona w pierwszej połowie 2007 roku.

## Historia
W 2003 roku wprowadzono do USMC nowe komplety goretexowe - APECS. Kurtki występowały w dwóch typach maskowania: pustynnym i leśnym. Podczas inwazji na Irak zauważono, że w warunkach pustynnych kurtka goretexowa z polarem nie sprawdza się. Wobec tego wprowadzono nowy typ kurtek - Combat Desert Jacket. Równocześnie wprowadzono nowy model bielizny termoaktywnej, ocieplacz z Polartecu WindPro oraz komplet hardshell LEP. 
Po wdrożeniu pierwszej serii kurtek pojawiły się zastrzeżenia, odnośnie do różnicy pomiędzy odcieniem rękawów a odcieniem kurtki. Według niektórych pogarszało to właściwości maskujące kurtki. Wobec tego wprowadzono zmodyfikowane kurtki z jednakowym odcieniem kamuflażu. Zlikwidowano także przedłużenie rękawów mające chronić dłonie przed zimnem. W 2009 roku wprowadzono kolejną modyfikację CDJ – od tej chwili ma pięć kieszeni, dodano bowiem drugą kieszeń piersiową. 

## Konstrukcja
Jest to typowa kurtka soft shell. Zapewnia ochronę przed niezbyt dużym wiatrem oraz lekkim chłodem i małym deszczem. Wykonana jest z połączenia 3 rodzajów materiału: Goretex (góra klatki piersiowej, pleców, barki i dół pleców), Power Shield (rękawy) i Freedom Plus (przód i plecy kurtki). Całość wykonana jest w kamuflażu Marpat Desert. Po bokach umieszczono wstawki z elastycznego materiału zwiększające swobodę ruchów. Kurtka zapinana jest na bryzgoszczelny zamek, podobnie jak i jej cztery kieszenie. Dwie umieszczono skośnie na dole, jedną piersiową po lewej stronie i jedną na lewym rękawie. Ciekawym elementem jest zintegrowana kominiarka zrolowana w kołnierzu kurtki. Można ją nosić jako golf lub jako klasyczną kominiarkę. 
Patkę z oznaczeniem stopnia umieszczono na piersiowej kieszeni.